# عباسة بنت سليمان
العَبَّاسَة أو عبَّاسة بنتُ سُلَيمان بن عبد الله المَنْصُور العبَّاسي الهاشِمي، ولدت حوالي 780 وتوفيت قرابة 810، كانت أميرة عباسية، فهي حفيدة الخليفة أبي جعفر المنصور، وابنة شقيق الخليفة أبو عبدالله المهدي وزوجة الخليفة هارون الرشيد.

## سيرة شخصية
كانت عباسة ابنة الأمير العباسي سليمان  وقد تزوجت الخَليفة وابن عَمِّها هارون الرشيد حوالي 803-804 حتى وفاتها في عقد الـ 810.
كان والدها سليمان نجل الخليفة والذي يعتبر المؤسس الحقيقي للخلافة العباسية المنصور (حكم بين 754 و775) وإحدى زوجاته هي فاطمة بنت محمد التيمي حفيدة عيسى بن طلحة التيمي ،وهو ابن أحد كبار الصحابة للنبي محمد صلى الله عليه وسلم. 
هي الأميرة العباسية الثالثة والأخيرة التي تزوجت من هارون الرشيد. حيث كانت زوجته العباسية الأولى زبيدة بنت الأمير جعفر الأكبر والثانية أم محمد بنت صالح بن أبي جعفر المنصور.

## العائلة
كانت العباسة معاصرة وشاهدة ولها نسب وحسب بالعديد من الخلفاء والأمراء والأميرات العباسيين. وقد مات أطفالها في سن مبكرة للغاية، إلا أنها حافظت على علاقات طيبة مع أطفال زوجها من زوجاته واحترموها كأمهم لأن أطفالها ماتوا صغاراً.
صلة الوصل مع العباسيين
| الرقم | العباسيون               | العلاقة   |
| ----- | ----------------------- | --------- |
| 1     | هارون الرشيد            | زوج       |
| 2     | الأمين                  | ابن زوجها |
| 3     | المأمون                 | ابن زوجها |
| 4     | القاسم بن هارون الرشيد  | ابن زوجها |
| 5     | علي بن هارون الرشيد     | ابن زوجها |
| 6     | سكينة بنت هارون الرشيد  | ابنة زوجة |
| 7     | حمدونة بنت هارون الرشيد | ابنة زوجة |
| 8     | فاطمة بنت هارون الرشيد  | ابنة زوجة |